# Ceratophygadeuon oregonus
Ceratophygadeuon oregonus là một loài tò vò trong họ Ichneumonidae.